# Качество (философия)
Ка́чество — философская категория, выражающая совокупность существенных признаков, особенностей и свойств, которые отличают один предмет или явление от других и придают ему определённость. Качество предмета или явления, как правило, не сводится к отдельным его свойствам. Оно связано с предметом как целым, охватывает его полностью и неотделимо от него. Поэтому понятие качества связывается с бытием предмета. Предмет не может, оставаясь самим собой, потерять своё качество. Например, переход в новое качество.

## Качество и его носитель
Качество, как определение предмета, противополагают предмету, как носителю качества; противоположность эта обозначается терминами «субстанция» и «атрибут», причём первая мыслится как неизменная, единая, «бескачественная» вечная основа различных между собой и характеризующих эту основу атрибутов. В самих атрибутах различают две степени: качества необходимые и существенные, характеризующие субстанцию, и свойства, принадлежащие предмету в данный момент и изменчивые.
Это обычное понимание отношения предмета к его качеству, освещённое рационалистической философией (например, Спинозой), нуждается в значительных поправках. О предметах мы узнаём из восприятий, которые ничего не говорят нам о неизменном носителе качества. Субстанция есть, таким образом, понятие, присоединяемое нашим мышлением к качеству, с которым мы знакомимся благодаря нашим ощущениям. Но с тех пор как наука показала, что в ощущении нам вовсе не дано качество самого предмета, а лишь ответ нашего сознания на внешнее, неизвестное нам воздействие, стало необходимым различение качеств двух родов: объективных, принадлежащих самому предмету, и субъективных, принадлежащих субъекту и только приписываемых предмету.
Локк пытался провести границу между субъективными качествами и объективными; к последним он относил число, форму, движение и покой, величину и положение. Это деление, однако, не выдерживает критики, ибо Локк отнёс к первичным такие качества, которые, в сущности, определяют не самый предмет, а его пространственные и временные отношения. Сказать, что в предмете пространство и время — самые существенные качества, значит сказать, что в нём именно то существенно, что ему не принадлежит, и наоборот. Пространство и время, во всяком случае, не суть реальности в том смысле, в каком мы реальность приписываем качествам, доступным нашему восприятию; пространство и время суть формы или условия возможности восприятия качества. Таким образом, анализ качеств приводит к признанию субъективности всего содержания наших восприятий. С другой стороны, и самое понятие субстанции как носителя качества нисколько не обогащает нашего познания о предмете и представляет собой чистую фикцию, возникновение которой объясняется кажущейся невозможностью мыслить качества как самостоятельные элементы мира. Единственная действительность для человека — это состояния его сознания, в числе которых находятся и восприятия внешнего мира; поэтому субъективные, так называемые вторичные качества, мы имеем право считать частью доступной нам действительности.